# Hipoderm
Hipodermul este stratul ce separă pielea de straturile subiacente. El este alcătuit din lobuli de celule grase (lipocite) conținând trigliceride, cu rol de rezervă nutritivă și de izolator termic și mecanic. Acești lobuli sunt separați prin septe conjunctive, în care se găsesc vase și nervi. O structură tegumentară mai deosebită este linia apocrină. Ea se întinde de la axilă, în regiunea mamelonară și coboară convergent lateral spre perineu. Este alcătuită din aglomerări celulare clare ce, structural, se apropie de celulele glandulare mamare. În această accepțiune glanda mamară poate fi privită ca o glandă apocrină enormă cu o structură corelată cu funcția sa secretorie. Între modalitatea secretorie a glandei mamare și glandele apocrine sunt relații apropiate, în sensul că:
- celulele secretă un conținut bogat de proteine;
- tipul celular secretor se caracterizează prin „decapitarea" polului secretor al celulelor glandulare.